# Gare de Hammam Ouled Yelles
La gare de Hammam Ouled Yelles est une ancienne gare ferroviaire algérienne située sur le territoire de la commune de Mezloug, dans la wilaya de Sétif.

## Situation ferroviaire
La gare est située au sud-ouest de la commune de Mezloug, sur la ligne d'Alger à Skikda où elle est précédée de la gare de Ras El Oued et suivie de celle de Mezloug.

## Service des voyageurs

### Desserte
En 2023, la gare n'est pas desservie par les trains de la Société nationale des transports ferroviaires.